# Torneo de Birmingham 2014
El  Aegon Classic 2014 es un torneo de tenis de femenino jugado al aire libre en césped. Es la 33.ª edición del evento. Se llevará a cabo en el Edgbaston Priory Club de en Birmingham , Inglaterra, Reino Unido, prevista entre el 9 y el 15 de junio de 2013.

## Cabeza de serie

### Individual
| Tenista              | Ranking | Preclasificada |
| Ana Ivanovic         | 12      | 1              |
| Samantha Stosur      | 18      | 2              |
| Sloane Stephens      | 19      | 3              |
| Kirsten Flipkens     | 22      | 4              |
| Lucie Šafářová       | 24      | 5              |
| Klára Koukalová      | 30      | 6              |
| Daniela Hantuchová   | 31      | 7              |
| Magdaléna Rybáriková | 34      | 8              |
| Zhang Shuai          | 36      | 9              |
| Bojana Jovanovski    | 37      | 10             |
| Madison Keys         | 40      | 11             |
| Mónica Puig          | 41      | 12             |
| Caroline Garcia      | 43      | 13             |
| Kurumi Nara          | 44      | 14             |
| Alison Riske         | 45      | 15             |
| Casey Dellacqua      | 48      | 16             |

### Dobles
| Tenista                               | Ranking | Preclasificada |
| Cara Black Sania Mirza                | 18      | 1              |
| Ashleigh Barty Casey Dellacqua        | 29      | 2              |
| Raquel Kops-Jones Abigail Spears      | 32      | 3              |
| Alla Kudryavtseva Anastasia Rodionova | 40      | 4              |

## Campeonas

### Individuales
Ana Ivanovic derrotó a  Barbora Záhlavová-Strýcová por 6-3, 6-2.

### Dobles
Raquel Kops-Jones /  Abigail Spears derrotaron a  Ashleigh Barty /  Casey Dellacqua por 7-6, 6-1.